# Họ Cá vược Nhật Bản
Họ Cá vược Nhật Bản hay họ cá vược châu Á (danh pháp khoa học: Lateolabracidae) là một họ trong bộ cá Acropomatiformes. Theo FishBase, hiện tại họ này chỉ chứa 1 chi có danh pháp Lateolabrax và 2 loài là cá vược Nhật Bản (Lateolabrax japonicus Cuvier trong Cuvier và Valenciennes, 1828) và cá vược vây đen (Lateolabrax latus Katayama, 1957). Khu vực sinh sống của hai loài này là trong các vùng biển từ Nhật Bản-Triều Tiên (cả hai loài) xuống tới khu vực Biển Đông ở vĩ độ khoảng 15° vĩ bắc (loài thứ nhất). Kích thước tối đa đạt 94–101 cm, cân nặng tối đa đạt 8,7-9,1 kg. Loài cá vược Nhật Bản là loài cá di cư theo dòng, có thể sinh sống cả trong vùng nước ngọt, nước lợ lẫn nước mặn trong khi loài cá vược vây đen chỉ sống trong vùng nước mặn.

## Các loài
| Hình ảnh | Tên khoa học                       | Tên thông dụng    | Phân bổ                                                            |
| -------- | ---------------------------------- | ----------------- | ------------------------------------------------------------------ |
|          | Lateolabrax japonicus Cuvier, 1828 | Japanese sea bass | Western pacific where it occurs from Japan to the South China Sea. |
|          | Lateolabrax latus Katayama, 1957   | Blackfin sea bass | coast of Japan, South Korea, and Vietnam.                          |